# René Rungis
René Rungis, de son vrai nom René Beziau, est un compositeur et chef d'orchestre français, né le 28 juin 1895 à Paris et mort le 7 octobre 1974 à Rungis.

## Biographie
René Rungis est né à Paris, de parents angevins. Ses études musicales sont retardées par sa mobilisation de 1913 à 1919. En 1920, il entre au Conservatoire de musique et de déclamation de Paris. Il y suit des cours de solfège, de chant, de déclamation lyrique, d’harmonie et de clarinette.
Il prend la direction de l’Amicale symphonique de Paris, une société d’éducation musicale et de perfectionnement artistique, créée en 1911. L'Amicale se classe dans la division excellence d'un concours orphéonique le 19 décembre 1938. Après la Deuxième Guerre mondiale elle gagnera le premier prix de la division excellence de la coupe orphéonique d’Île de France.
L’Amicale symphonique de Paris poursuit son activité pendant l’occupation allemande. Elle donne des concerts populaires et éducatifs.
Second chef d’orchestre au Trianon lyrique de 1929 à 1932 (Mariska de Mario Cazes, Le danse des libellules de Franz Lehár…), puis à la Gaîté-Lyrique : Le pays du sourire de Franz Lehár de 1933 à 1935. Il dirige la tournée du pays du sourire à travers toute la France d’avril 1933 à octobre 1935.
Compositeur de pièces pour clarinette et saxophone alto éditées chez Henry Lemoine, il compose avec Félicien Meurice sept opérettes.
Il dirige régulièrement ses œuvres en deuxième partie de concerts.
Son dernier concert a lieu le 23 février 1963, salle de l’École Normale de Musique, rue Cardinet à Paris 17e. Il est consacré à Ludwig van Beethoven.
Il meurt le 7 octobre 1974 à Rungis, dans l’ancienne ferme de Jules Nolo, maire de Rungis de 1925 à 1943, dont Germaine, son épouse, a hérité.

## Vie privée et familiale
René Beziau est le second fils vivant de Pierre Beziau, comptable à la Compagnie des omnibus et de Marie-Rose Gillardeau son épouse.
En 1913, son père acquiert le « château » de Rungis. C’est l’origine de son nom de scène : René Rungis.
En juillet 1930, il épouse la fille du maire de Rungis, Germaine Nolo dont il aura 3 enfants : Marcel, Roger et Pierre.
L’avenue Marcel qui longe une partie du parc de l’ancien château de Rungis, fait référence à Marcel Beziau (1891-1918), son frère, lui aussi musicien, tué pendant la Première Guerre mondiale.
L’astéroïde n°375176 se nomme Béziau en référence au père de René Beziau : Pierre Béziau.

## Œuvres

### Musique de chambre
- René Rungis, Sept pièces pour clarinette et piano, Paris, Henry Lemoine, 1938[18].
- René Rungis, Félicien Meurice, Quatre pièces pour saxophone alto mib et piano, Paris, Henry Lemoine, 1939[19].

### Opérettes[20]
- La Lampe magique, musique : René Rungis & Félicien Meurice, livret de Léon Marcel
- L’Oiseau Blanc, musique : René Rungis & Félicien Meurice, livret de Léon Marcel
- Les Jumeaux, musique : René Rungis & Félicien Meurice, livret d’Henri Genre. Opérette créée le 19 aout 1945[21]
- L’Invité, musique : René Rungis & Félicien Meurice, livret d’Henri Genre
- Non-lieu, musique : René Rungis & Félicien Meurice, livret d’Henri Genre
- Le Corylopsis, musique : René Rungis & Félicien Meurice, livret de Marcel Clavie et Jack Darman’s
- Adieu Paris, musique : René Rungis & Félicien Meurice, livret de Roger Denis. Opérette créée en 1949

### Arrangement
- Léon Jehin, René Rungis (arrangement), Marche jubilaire, transcription pour harmonie et fanfare, Paris, Henry Lemoine, 1939[22].

Pour la célébration du centenaire de l’armistice de 1918, le Conservatoire de Rungis a donné l’opérette Adieu Paris le 10 novembre 2018, sous la direction de Laurent Goossaert avec le concours des professeurs du Conservatoire.

## Décorations françaises
- Officier de l'ordre des Palmes académiques (Officier de l'instruction publique) en 1938[24]